# Fonds national d'aménagement et de développement du territoire
Le Fonds national d'aménagement et de développement du territoire (FNADT) est un fonds d'intervention créé par l'État pour servir sa politique d'aménagement du territoire français au moyen de l'attribution de subventions aux acteurs locaux, tels que les collectivités locales et les associations.
Le FNADT a été créé par la loi no 95-115 du 4 février 1995 d'orientation pour l'aménagement et le développement du territoire, afin de regrouper les crédits des cinq principaux fonds existant alors en matière d'aménagement du territoire.
Il était doté d'environ deux cents millions d'euros, dont cent cinquante millions d'euros de subventions d'investissement, ce qui représentait les trois quarts du budget du CGET, 3 % des dépenses publiques relatives à l'aménagement du territoire, et 7 % des engagements pris par l'État dans le cadre des contrats de plan État-région.
Les subventions attribuées au moyen du FNADT obéissent, lorsqu'elles financent des projets d'investissement, aux règles définies dans le décret n° 2018-514 du 25 juin 2018 relatif aux subventions de l'Etat pour des projets d'investissement.